# Nikolai Anissimowitsch Schtscholokow
Nikolai Anissimowitsch Schtscholokow (russisch Николай Анисимович Щёлоков; * 13. Novemberjul. / 26. November 1910greg. in Almasna, Russisches Kaiserreich; † 13. Dezember 1984 in Moskau) war ein sowjetischer General und Politiker.

## Biografie
Schtscholokow wurde 1931 Mitglied der Kommunistischen Partei der Sowjetunion (KPdSU) und war für diese nach einer Tätigkeit als Ingenieur zwischen 1938 und 1941 Parteifunktionär in der Oblast Dnipropetrowsk. Im Anschluss war er bis 1946 als Politoffizier in der Roten Armee tätig, ehe er zwischen 1947 und 1951 Mitarbeiter der Kommunalverwaltung in der Ukrainischen SSR war. Seit dieser Zeit wurde er zu einem Schützling von Leonid Breschnew, dem damaligen Ersten Sekretär der KP von Dnepropetrowsk.
Durch den Einfluss seines Mentors Breschnew folgte er diesem 1951 in die Moldauische SSR und nahm zahlreiche Ämter in der Verwaltung sowie der Parteiführung wahr. Zunächst war er zwischen 1951 und 1962 Erster Stellvertretender Vorsitzender des Ministerrates sowie zugleich von 1957 bis 1958 Vorsitzender des Rates für Nationale Wirtschaft (Совет Народного Хозяйства, СНХ) der Moldauischen SSR. Anschließend war er von 1962 bis 1965 erneut Vorsitzender von Nationalen Wirtschaftsrates und 1965 wieder für kurze Zeit 1. Vizeministerpräsident der Moldauischen SSR. Zuletzt war er von 1965 bis 1966 Zweiter Sekretär der KP von Moldawien.
Am 17. November 1966 wurde er im Rang eines Generalleutnants zum Minister für den Schutz der öffentlichen Ordnung ernannt und war damit Mitglied des Ministerrates der UdSSR. Um die Besetzung des Ministeriums gab es zuvor einen Machtkampf um Alexander Schelepin, Wladimir Semitschastny, den Innenminister der RSFSR Tikunow sowie den Vorsitzenden des Jugendverbandes Komsomol Pawlow innerhalb der Partei- und Staatsführung aus der Schtschelokow letztlich wegen seiner persönlichen Bindungen zu Breschnew als Kompromisskandidat hervorging. 1967 erfolgte seine Beförderung zum Generaloberst. Nach einer Neugestaltung und Umbenennung des Ministeriums für öffentliche Sicherheit wurde er am 25. November 1968 Innenminister der Sowjetunion und als solcher 1976 zum Armeegeneral ernannt. Entgegen mancherlei Erwartung wurde er jedoch nicht Mitglied des Politbüros der KPdSU.
Für seine Verdienste wurde er mehrfach ausgezeichnet und erhielt unter anderem die Ehrungen Held der sozialistischen Arbeit, drei Leninorden, Orden der Oktoberrevolution, zwei Rotbannerorden, den Bogdan-Chmelnizki-Orden II. Klasse, den Orden des Vaterländischen Krieges I. Klasse, den Orden des Roten Sterns sowie den Orden des Roten Banners der Arbeit. In der DDR wurde ihm 1976 der Vaterländische Verdienstorden in Gold verliehen.
Wenige Wochen nach dem Tode von Breschnew am 10. November 1982 wurde er am 17. Dezember 1982 von dessen Nachfolger als Generalsekretär der KPdSU Juri Andropow als Innenminister entlassen und durch den bisherigen Vorsitzenden des KGB und Andropow-Vertrauten Witali Fedortschuk ersetzt. Grund dafür war, dass Andropow bereits zuvor als Vorsitzender des KGB Ermittlungen gegen Schtschelokow und das Innenministerium wegen des Verdachts auf Korruption aufgenommen hatte.
Im Juni 1983 verlor er auch seine Funktion als Mitglied des ZK der KPdSU. Nach dem Tode Andropows am 9. Februar 1984 wurde ihm schließlich vom neuen Generalsekretär der KPdSU Konstantin Tschernenko auch sein Rang als Armeegeneral aberkannt.
Sein unerwarteter Tod am 13. Dezember 1984 und die rasche Beisetzung am 15. Dezember 1984 löste die Spekulation eines Selbstmords wegen eines möglichen Prozesses wegen Korruption aus.